# Comuna Ostrovske, Pervomaiske
Ostrovske (în ucraineană Островське) este o comună în raionul Pervomaiske, Republica Autonomă Crimeea, Ucraina, formată din satele Melnîcine, Ostrovske (reședința) și Snihurivka.

## Demografie
Componența lingvistică a comunei Ostrovske
     Rusă (44,57%)
     Ucraineană (29,87%)
     Tătară crimeeană (22,89%)
     Belarusă (1,96%)
     Alte limbi (0,2%)
Conform recensământului din 2001, nu exista o limbă vorbită de majoritatea populației, aceasta fiind compusă din vorbitori de rusă (44,57%), ucraineană (29,87%), tătară crimeeană (22,89%) și belarusă (1,96%).